# Circonscription électorale
La circonscription électorale est une division du territoire effectuée dans le cadre d'une élection. Chaque citoyen est rattaché à une circonscription et à une seule dans le cadre d'un vote. La circonscription peut être utilisée dans le cadre des scrutins majoritaires ou dans le cadre des scrutins de liste (scrutins proportionnels).

## Scrutins majoritaires
Dans le cadre des scrutins majoritaires uninominaux (qu'il soit à un tour ou à deux tours) le principe est simple : dans chaque circonscription il est procédé à l'élection d'un seul représentant (d'où le terme « uninominal »). C'est le système le plus simple et le plus répandu : il est pratiqué par exemple en France ou au Royaume-Uni pour les élections législatives.
Pour les scrutins plurinominaux, il est procédé à l'élection de plusieurs représentants au sein d'une seule circonscription électorale. C'est le système employé pour les élections législatives espagnoles.

## Scrutins proportionnels
Les scrutins proportionnels sont organisés un peu différemment : au sein d'une seule circonscription électorale seront élus plusieurs représentants. Le principe est de refléter dans chaque circonscription les opinions émises par les électeurs lors du vote de façon proportionnelle entre les voix récoltées et les élus.
Certains pays pratiquent la « proportionnelle intégrale » en n'utilisant qu'une seule circonscription électorale pour l'intégralité de leur territoire.
Israël pratique ce mode de scrutin pour ses élections législatives. La France a utilisé la proportionnelle intégrale pour l'élection de ses représentants au Parlement européen jusqu'en 2003. L'élection des députés français au Parlement européen est effectuée de 2004 à 2019 dans le cadre de huit circonscriptions appelées « grandes régions ». L'augmentation de ce nombre ainsi que l'élection d'un seuil électoral fixé à 5 % dans chaque circonscription a pour effet mécanique d'affaiblir la représentation des petits partis politiques.

### Nombre de circonscriptions et effets sur le scrutin
La faiblesse de ce mode de scrutin est visible lors de la réunion de l'assemblée ainsi élue : elle est généralement morcelée entre plusieurs petits partis, aucun n'arrivant à gouverner seul, les coalitions sont presque toujours inévitables et souvent instables.
Il est possible de remédier à ces inconvénients en augmentant le nombre de circonscriptions électorales. Dans ce cadre, plus le nombre de circonscription est élevé, plus les effets « émiettants » du mode de scrutin proportionnel pour l'assemblée ainsi élue sont atténués. Le mode de scrutin ainsi transformé par l'augmentation du nombre de circonscription électorale tend à se rapprocher d'un mode de scrutin majoritaire.
Les conséquences des découpages des circonscriptions électorales sont fondamentales sur l'issue de l'élection. Les découpages électoraux sont par conséquent un enjeu crucial entre les différents partis politiques d'un pays. Le « charcutage électoral » est une opération qui consiste à altérer la sincérité du scrutin pour favoriser un parti politique. Il s'agit d'une pratique ancienne parfois appelée « gerrymandering ».
Il existe des circonscriptions électorales dans plusieurs pays :
- Canada :
  - Circonscriptions électorales du Canada
  - Circonscriptions électorales du Québec
- Belgique : Élections en Belgique
- Estonie : Circonscriptions électorales de l'Estonie
- Finlande : Circonscriptions électorales de la Finlande
- France : Circonscriptions électorales de la France
- Hongrie : Circonscriptions électorales de la Hongrie
- Irlande : Circonscriptions du Dáil
- Lettonie : Circonscriptions législatives de la Lettonie
- Lituanie : Circonscriptions électorales de la Lituanie
- Luxembourg : Circonscriptions électorales du Luxembourg
- États fédérés de Micronésie : Circonscriptions électorales des États fédérés de Micronésie
- Nauru : Circonscriptions électorales de Nauru
- Portugal : Circonscriptions électorales du Portugal
- Royaume-Uni : Circonscriptions électorales du Royaume-Uni
- Turquie : Circonscriptions électorales de Turquie

## Circonscriptions nationales
Outre le "découpage" d'un territoire en plusieurs circonscriptions pour des élections (souvent législatives, communales voire présidentielles) dans différents pays, il peut aussi y avoir des circonscriptions nationales. Le choix de ces grandes circonscriptions est surtout utilisé pour des élections supranationales. À l'échelle de l'Union Européenne 22 des 28 États membres le pratiquent.
Les élections législatives en Israël sont basés sur une circonscription nationale avec un mode de scrutin à la proportionnelle intégrale.